# Várdomb
Várdomb is een plaats (község) en gemeente in het Hongaarse comitaat Tolna. Várdomb telt 1261 inwoners (2001).